# Джо Моцко
Джо Моцко (англ. Joe Motzko, нар. 14 березня 1980, Беміджи) — американський хокеїст, що грав на позиції правого нападника.
Володар Кубка Стенлі.

## Ігрова кар'єра
Хокейну кар'єру розпочав 1998 року виступами за «Омаха Лансерс». З 1999 по 2002 Джо захищає кольори студентської команди «Сент-Клауд Стейт». 15 травня 2003 укладає контракт з «Колумбус Блю-Джекетс» але більшу частину часу він проводить у фарм-клубі «Сірак'юс Кранч». У сезоні 2003–04 нападник дебютував у грі проти «Фінікс Койотс».
16 січня 2007 Джо відзначився голом у переможному матчі 5-4 проти «Чикаго Блекгокс», які захищав росіянин Микола Хабібулін. 26 січня 2007 його обміняли до клубу «Анагайм Дакс» у складі якого він вперше зіграв у плей-оф та став володарем Кубка Стенлі.
9 липня 2007 Моцко підписав контракт з «Вашингтон Кепіталс». У складі «столичних» Джо відіграв лише вісім матчів, а 26 лютого 2008 його обміняли на гравця «Атланта Трешерс» Александра Жіру. У складі «Трешерс» Моцко відіграв лише шість матчів після чого його відправили до фарм-клубу «Чикаго Вулвс».
16 липня 2009 джо підписав контракт з клубом Континентальної хокейної ліги ХК МВД (Балашиха). Однак вже 11 вересня він покинув команду, а ще чотири дні уклав контракт з німецьким клубом «ЕРК Інгольштадт».
Після чотирьох сезонів в Інгольштадті, Джо перебрався до Австрії, де уклав однорічну угоду з клубом «Ред Булл» (Зальцбург). У сезоні 2014–15 провівши лише одну гру за італійський «Ріттен Спорт» завершив ігрову кар'єру.
Загалом провів 28 матчів у НХЛ, включаючи 3 гри плей-оф Кубка Стенлі.

## Нагороди та досягнення
- Володар Кубка Стенлі в складі «Анагайм Дакс» — 2007.
- Володар Кубка Колдера в складі «Чикаго Вулвс» — 2008.

## Статистика
| Сезон        | Клуб                   | Ліга         | Регулярний сезон | Регулярний сезон | Регулярний сезон | Регулярний сезон | Регулярний сезон | Плей-оф | Плей-оф | Плей-оф | Плей-оф | Плей-оф |
| Сезон        | Клуб                   | Ліга         | І                | Г                | П                | О                | ШХ               | І       | Г       | П       | О       | ШХ      |
| ------------ | ---------------------- | ------------ | ---------------- | ---------------- | ---------------- | ---------------- | ---------------- | ------- | ------- | ------- | ------- | ------- |
| 1998–99      | «Омаха Лансерс»        | ХЛСШ         | 51               | 15               | 21               | 36               | 60               | 12      | 7       | 3       | 10      | 12      |
| 1999–00      | «Сент-Клауд Стейт»     | НКАА         | 36               | 9                | 15               | 24               | 52               | —       | —       | —       | —       | —       |
| 2000–01      | «Сент-Клауд Стейт»     | НКАА         | 41               | 17               | 20               | 37               | 54               | —       | —       | —       | —       | —       |
| 2001–02      | «Сент-Клауд Стейт»     | НКАА         | 39               | 9                | 30               | 39               | 34               | —       | —       | —       | —       | —       |
| 2002–03      | «Сент-Клауд Стейт»     | НКАА         | 38               | 17               | 25               | 42               | 59               | —       | —       | —       | —       | —       |
| 2002–03      | «Сірак'юс Кранч»       | АХЛ          | 2                | 0                | 0                | 0                | 0                | —       | —       | —       | —       | —       |
| 2003–04      | «Сірак'юс Кранч»       | АХЛ          | 70               | 17               | 24               | 41               | 38               | 7       | 2       | 2       | 4       | 6       |
| 2003–04      | «Колумбус Блю-Джекетс» | НХЛ          | 2                | 0                | 0                | 0                | 0                | —       | —       | —       | —       | —       |
| 2004–05      | «Сірак'юс Кранч»       | АХЛ          | 79               | 28               | 38               | 66               | 72               | —       | —       | —       | —       | —       |
| 2005–06      | «Сірак'юс Кранч»       | АХЛ          | 61               | 27               | 34               | 61               | 54               | 3       | 0       | 0       | 0       | 0       |
| 2005–06      | «Колумбус Блю-Джекетс» | НХЛ          | 2                | 0                | 0                | 0                | 0                | —       | —       | —       | —       | —       |
| 2006–07      | «Сірак'юс Кранч»       | АХЛ          | 33               | 13               | 23               | 36               | 29               | —       | —       | —       | —       | —       |
| 2006–07      | «Колумбус Блю-Джекетс» | НХЛ          | 7                | 1                | 0                | 1                | 0                | —       | —       | —       | —       | —       |
| 2006–07      | «Портленд Пайретс»     | АХЛ          | 34               | 15               | 14               | 29               | 20               | —       | —       | —       | —       | —       |
| 2006–07      | «Анагайм Дакс»         | НХЛ          | —                | —                | —                | —                | —                | 3       | 0       | 0       | 0       | 2       |
| 2007–08      | «Герші Берс»           | АХЛ          | 48               | 21               | 27               | 48               | 44               | —       | —       | —       | —       | —       |
| 2007–08      | «Вашингтон Кепіталс»   | НХЛ          | 8                | 2                | 2                | 4                | 0                | —       | —       | —       | —       | —       |
| 2007–08      | «Чикаго Вулвс»         | АХЛ          | 24               | 6                | 16               | 22               | 16               | 16      | 2       | 9       | 11      | 12      |
| 2008–09      | «Чикаго Вулвс»         | АХЛ          | 73               | 29               | 27               | 56               | 82               | —       | —       | —       | —       | —       |
| 2008–09      | «Атланта Трешерс»      | НХЛ          | 6                | 1                | 0                | 1                | 0                | —       | —       | —       | —       | —       |
| 2009–10      | «ЕРК Інгольштадт»      | ДХЛ          | 48               | 18               | 16               | 34               | 74               | 10      | 3       | 5       | 8       | 10      |
| 2010–11      | «ЕРК Інгольштадт»      | ДХЛ          | 50               | 28               | 22               | 50               | 66               | 3       | 0       | 1       | 1       | 4       |
| 2011–12      | «ЕРК Інгольштадт»      | ДХЛ          | 44               | 8                | 20               | 28               | 50               | 8       | 3       | 0       | 3       | 6       |
| 2012–13      | «ЕРК Інгольштадт»      | ДХЛ          | 52               | 15               | 21               | 36               | 42               | 6       | 3       | 2       | 5       | 14      |
| 2013–14      | «Ред Булл»             | Австрія      | 45               | 11               | 20               | 31               | 34               | 14      | 1       | 7       | 8       | 16      |
| 2014–15      | «Ріттен Спорт»         | Італія       | 1                | 0                | 0                | 0                | 0                | —       | —       | —       | —       | —       |
| Усього в НХЛ | Усього в НХЛ           | Усього в НХЛ | 25               | 4                | 2                | 6                | 0                | 3       | 0       | 0       | 0       | 2       |